# 78. nordlige breddekreds
Den 78. nordlige breddekreds (eller 78 grader nordlig bredde) er en breddekreds, der ligger 78 grader nord for ækvator. Den løber gennem Atlanterhavet, Europa, Asien, Ishavet og Nordamerika.